# Mahmoud Eid
Mahmoud Khair Mohammed Dahadha, född 26 juni 1993 i Nyköping, är en palestinsk-svensk fotbollsspelare som spelar för thailändska Bangkok United.

## Klubbkarriär
Eid började spela fotboll i Nyköpings BIS som åttaåring. Som 15-åring gick han till Hammarby IF. Eid spelade tre år för klubben, varav seniorspel under det sista året i klubbens talanglag, Hammarby TFF.
Inför säsongen 2012 gick han till Vasalunds IF. I juli 2013 återvände han till sin moderklubb, Nyköpings BIS. Under första säsongen gjorde han sex mål på åtta matcher.
Inför säsongen 2016 värvades Eid av Åtvidabergs FF. Men efter 16 seriematcher och 8 mål i Superettan flyttade Eid i augusti samma år till allsvenska Kalmar FF; detta på ett kontrakt gällande 3.5 år. I sin allsvenska debutmatch blev Eid matchvinnare efter att ha nickat in matchens enda mål i KFF:s seger över Helsingborg på bortaplan.
I mars 2018 lånades Eid ut till norska Mjøndalen IF på ett låneavtal fram till den 15 juli 2018. Den 10 augusti 2018 lånades han ut till GAIS över resten av säsongen.
I januari 2020 värvades Eid av indonesiska Persebaya Surabaya. I januari 2021 skrev Eid på för qatariska Mesaimeer. I augusti 2021 gick han till bahrainska Al-Muharraq. Den 30 december 2021 värvades Eid av thailändska Nongbua Pitchaya.

## Landslagskarriär
Eid var med i Palestinas trupp vid Asiatiska mästerskapet i fotboll 2015.

### Webbkällor
- Mahmoud Eid på Svenska Fotbollförbundets webbplats
- Mahmoud Eid på National-Football-Teams.com (engelska)
- Mahmoud Eid på Soccerway (engelska)
- Mahmoud Eid på elitefootball